# Lebakwangi (Walantaka)
Lebakwangi is een bestuurslaag in het regentschap Serang van de provincie Banten, Indonesië. Lebakwangi telt 3341 inwoners (volkstelling 2010).